# Satyrium nepalense
Satyrium nepalense är en orkidéart som beskrevs av David Don. Satyrium nepalense ingår i släktet Satyrium och familjen orkidéer.

## Underarter
Arten delas in i följande underarter:
- S. n. ciliatum
- S. n. nepalense

## Bildgalleri

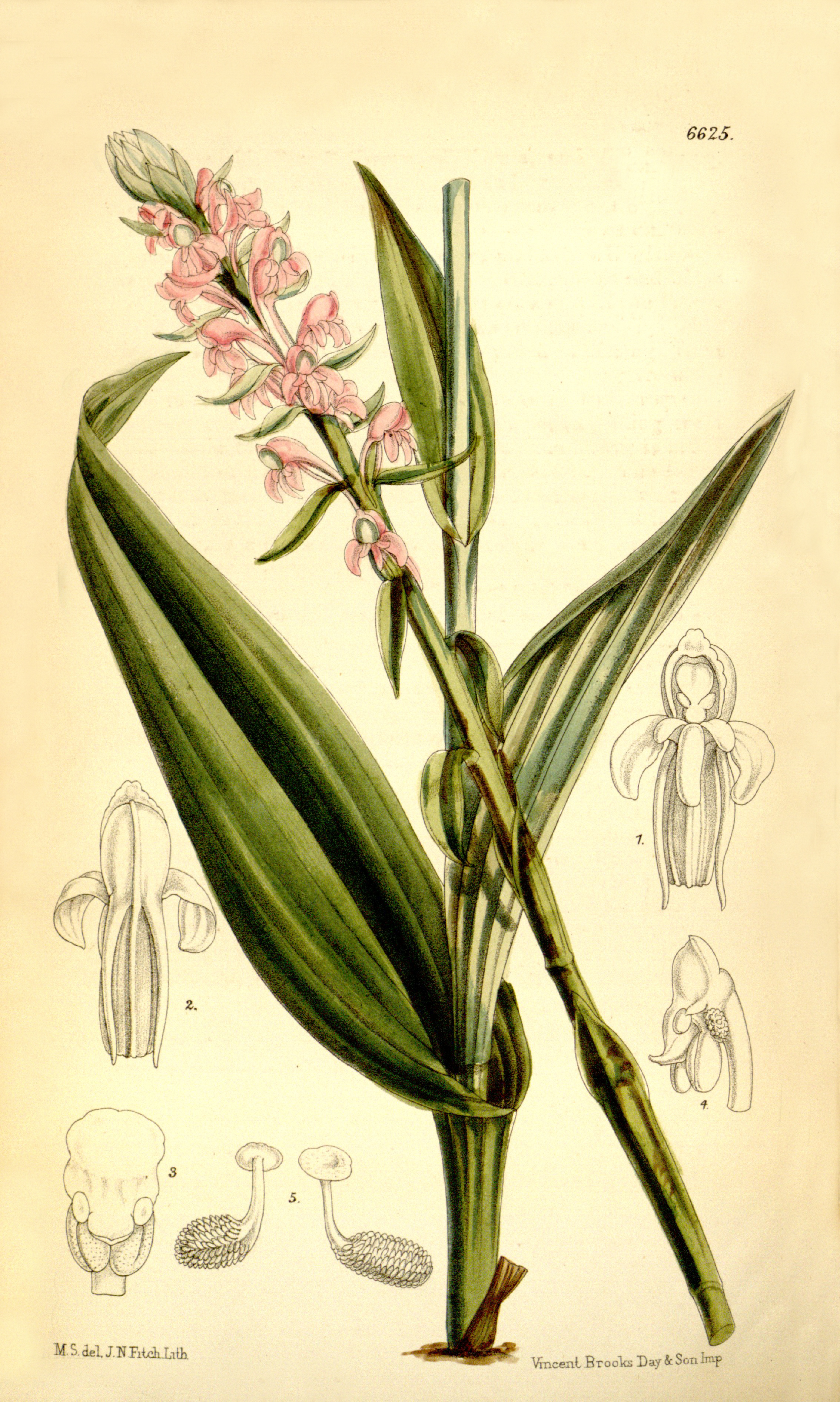